# Bruno Edmondo Arnaud
Bruno Edmondo Arnaud (Tabellano di Suzzara, 1º novembre 1901 – Gruda, 16 settembre 1943) è stato un militare italiano, insignito della medaglia d'oro al valor militare alla memoria nel corso della seconda guerra mondiale.

## Biografia
Nacque a Tabellano di Suzzara il 1º novembre 1901, figlio di Luigi e di Parida Bertoni.  Interruppe gli studi medi presso un istituto tecnico per dedicarsi al commercio di libri. Chiamato a prestare servizio militare nel Regio Esercito nel gennaio 1922, frequentò il corso allievi ufficiali, conseguendo la nomina a sottotenente di complemento nel novembre 1923. Compiuto il servizio di prima nomina, fu più volte richiamato in servizio per brevi periodi dal 1923 al 1933, venendo promosso tenente a scelta nell'ottobre dello stesso anno. Nell'ottobre 1941 fu nuovamente richiamato in servizio e destinato al deposito del 94º Reggimento fanteria. Passò successivamente al 120º Reggimento fanteria mobilitato e partì per il Montenegro nel marzo 1942, assegnato alla 155ª Divisione fanteria "Emilia". Fu promosso capitano con anzianità 17 maggio 1942. All'atto dell'armistizio dell'8 settembre 1943 si trovava al comando di una compagnia del I Battaglione del reggimento. Dal 9 al 16 settembre 1943 con i suoi uomini difese ad oltranza la piazza marittima di Cattaro dagli assalti delle truppe tedesche della 7. SS-Freiwilligen-Gebirgs-Division "Prinz Eugen". Fatto prigioniero di guerra, con pochi superstiti, fu fucilato con altri cinque ufficiali italiani dai tedeschi nei pressi di Ragusa. Fu insignito della medaglia d'oro al valor militare alla memoria.
È ricordato nel Sacrario dei partigiani di piazza del Nettuno a Bologna; prendono il suo nome una strada di Roma ed una di Bologna.